# Bengt Åhlén
Bengt Åhlén, född 30 augusti 1897 i Västerlövsta, Uppland, död 9 juli 1955 i Uppsala, var en svensk författare och förlagsredaktör.

## Biografi
Bengt Åhlén avlade studentexamen 1915 och ägnade sig sedan åt humanistiska studier vid Uppsala universitet. I Uppsala blev han förlagsredaktör.
Han redigerade de tre första delarna av Svenskt författarlexikon, omfattande åren 1900–1955. Han har redigerat också Svensk bokkalender, Nordisk bokkalender och medverkade i redaktionen av Nordiskt lexikon för bokväsen (del 1, 1951).
Postumt utkom Ord mot ordningen : farliga skrifter, bokbål och kättarprocesser i svensk censurhistoria (1986), redigerad av hustrun Agneta Åhlén (1913–2011). Under juni–september 1990 höll Uppsala universitetsbibliotek en utställning med detta tema, baserad på Bengt Åhléns boksamling, med en utställningskatalog av Christer Hellmark.
Bengt Åhlén är begravd på Uppsala gamla kyrkogård.